# Uromenus poncyi
Uromenus poncyi är en insektsart som först beskrevs av Bolívar, I. 1902.  Uromenus poncyi ingår i släktet Uromenus och familjen vårtbitare.

## Underarter
Arten delas in i följande underarter:
- U. p. atlanticus
- U. p. poncyi